# Peter Seisenbacher
Peter Seisenbacher (* 25. března 1960 Vídeň, Rakousko) je bývalý rakouský zápasník–judista, olympijský vítěz z roku 1984 a 1988.

## Sportovní kariéra
S judem začínal v šesti letech v rodné Vídni. Připravoval se k klubu JC Manner pod vedením Lutze Lischky, Kurta Kucery a Norberta Herrmanna. Přípravu na olympijskou sezonu 1980 absolvoval v Japonsku na univerzitě Tokai, ale na olympijských hrách v Moskvě vypadl v úvodním kole.
V osmdesátých letech spolupracoval s britským trenérem Georgem Kerrem, se kterým se postupně vypracoval v přední světovou střední váhu. V roce 1984 využil neúčasti judistů z východního bloku k zisku zlaté olympijské medaile. V roce 1987 kvůli problémům s kolenem vynechal mistrovství světa v Essenu. Na olympijské hry v Soulu v roce 1988 se dokázal připravit a po takticky vyzrálém výkonu se probojoval do finále, ve kterém na praporky (hantei) porazil Sověta Vladimira Šestakova a jako první Evropan obhájil zlatou olympijskou medaili v judu. Následně ukončil sportovní kariéru. Věnoval se trenérské a funkcionářské práci.
V roce 2011 až 2013 absolvoval trenérskou anabázi v Gruzii a Ázerbájdžánu zapříčiněnou osobními problémy doma v Rakousku. V průběhu let postupně vycházela na povrch jeho slabá intimní stránka života.
Peter Seisenbacher byl levoruký judista s osobní technikou o-soto-gari a různými kombinacemi plynoucími z této nožní techniky.

## Výsledky

### Váhové kategorie
| Turnaj             | 1980         | 1981         | 1982         | 1983         | 1984         | 1985         | 1986         | 1987         | 1988         |
| Turnaj             | 20           | 21           | 22           | 23           | 24           | 25           | 26           | 27           | 28           |
| Turnaj             | střední váha | střední váha | střední váha | střední váha | střední váha | střední váha | střední váha | střední váha | střední váha |
| ------------------ | ------------ | ------------ | ------------ | ------------ | ------------ | ------------ | ------------ | ------------ | ------------ |
| Olympijské hry     | úč.          |              |              |              | 1.           |              |              |              | 1.           |
| Mistrovství světa  |              | úč.          |              | 5.           |              | 1.           |              | —            |              |
| Mistrovství Evropy | 2.           | úč.          | 7.           | 2.           | 3.           | 3.           | 1.           | 3.           | 3.           |

### Bez rozdílu vah
| Turnaj             | 1980 | 1981 | 1982 | 1983 | 1984 | 1985 | 1986 | 1987 | 1988 |
| Turnaj             | 20   | 21   | 22   | 23   | 24   | 25   | 26   | 27   | 28   |
| ------------------ | ---- | ---- | ---- | ---- | ---- | ---- | ---- | ---- | ---- |
| Olympijské hry     | —    |      |      |      | —    |      |      |      |      |
| Mistrovství světa  |      | —    |      | —    |      | —    |      | —    |      |
| Mistrovství Evropy | —    | —    | —    | —    | —    | —    | 2.   | —    | —    |